# نیپون کمی-کان
نیپون کمی-کان (انگلیسی: Nippon Chemi-Con) شرکت الکترونیک ژاپنی است، که در سال ۱۹۳۱ تأسیس شد.